# Giorgio II di Costantinopoli
Giorgio II Xifilino (XII secolo – 7 luglio 1198) è stato un arcivescovo ortodosso bizantino, che ha ricoperto la carica di Patriarca ecumenico di Costantinopoli tra il 1191 e il 1198.
Secondo Balsamon, Giorgio, durante il regno di Alessio I Comneno, aggiunse un membro all'Exocatacoeli (un ufficio simile al cardinalato cattolico nella chiesa greca dell'epoca), arrivando al numero di sei membri.